# Puimayen
Puimayen est une ville et une station balnéaire de l'Uruguay située dans le département de Rocha. Sa population est de 505 habitants.
Elle est près de la frontière brésilienne.

## Population
| Année | Population |
| ----- | ---------- |
| 1963  | -          |
| 1975  | 78         |
| 1985  | 192        |
| 1996  | 386        |
| 2004  | 503        |
| 2011  | 505        |

,